# Ferdinand 1. af Begge Sicilier
Ferdinand 1. (født 12. januar 1751, død 4. januar 1825) var konge af Napoli og Sicilien i 1759-1825.
Ferdinand var søn af Karl 3. af Spanien. I 1768 giftede han sig med Maria Karolina af Østrig, der var datter af Maria Theresia af Østrig og den Tysk-romerske kejser Frans 1. Stefan og storesøster til dronning Marie-Antoinette af Frankrig.
Under Napoleonskrigene erobrede Frankrig Napoli, og den kongelige familie flygtede til Sicilien til 1815. I 1816 blev de to kongedømmer forenet, og Ferdinand tog titlen "konge af Begge Sicilier".

## Note
1. ↑  Navnet er anført på bokmål og stammer fra Wikidata hvor navnet endnu ikke findes på dansk.
2. ↑  Navnet er anført på bokmål og stammer fra Wikidata hvor navnet endnu ikke findes på dansk.
3. ↑  Officielt var han "Ferdinand 4. af Napoli" og "Ferdinand 3. af Sicilien" indtil 1816.